# Castione (Trentino)
Castione ist eine Fraktion der italienischen Gemeinde (comune) Brentonico in der Provinz Trient, Region Trentino-Südtirol.

## Geografie
Der Ort liegt auf einem Basaltstock auf 528 m s.l.m. oberhalb des Valle del Cameras an den nordöstlichen Ausläufern des Monte Altissimo di Nago etwa 30 km südwestlich von Trient. Im Osten trennt das vom Rio San Rocco durchflossene Tal Castione vom Monte Giovo ab, der wiederum den Ort von der Hochebene von Brentonico abgrenzt.
Der etwa 340 Einwohner umfassende Ort unterscheidet sich deutlich von den anderen Orten in der Umgebung. Die Gebäude stehen eng aneinandergereiht um den Dorfplatz. Die Häuser weisen elegante und fein ausgearbeitete Tür- und Fensterrahmen aus Stein auf, Zeugnis der in Castione lang beheimateten Steinmetz- und Bildhauerkunst.

## Geschichte
Castione entstand im 13. Jahrhundert auf den Resten einer wesentlich älteren Burganlage. Davon zeugt noch der Name des Ortsteils Castello (dt. Burg) und der burgähnliche Charakter dieses am nordöstlichen Ortsrand gelegenen Ortsteiles.
Die Ursprünge dieser Burg sind ungewiss. 845 wurde sie als Maurontonem de Castellionem erstmals erwähnt. Der Name könnte auf eine befestigte Anlage aus der Spätantike hinweisen. Es ist nicht auszuschließen, dass es sich dabei um das von Paulus Diaconus in der Historia Langobardorum aus dem 8. Jahrhundert erwähnte Castrum Brentonicum handelt.
Die Burg wurde nach 1221 aufgegebenen und in der Folge zum Großteil abgetragen, als die damaligen Besitzer die Castelbarco vom Fürstbischof von Trient die Erlaubnis erhielten, einen Ansitz bei Brentonico zu errichten und im Tausch dafür die Burg aufgeben mussten.
Ab dem 16. Jahrhundert war Castione für seine Steinbrüche am östlich gelegenen Monte Giovo bekannt. Dort wurde der sogenannte Marmor aus Castione abgebaut. Dabei handelt es sich im petrographischen Sinne nicht um Marmor, sondern um verschiedenfarbige Kalksteine wie Oolithe oder Rosso Ammonitico. Letzterer unter anderem als Veroneser Marmor bekannt. Der Marmorabbau erreichte während des Barock im 17. Jahrhundert seinen Höhepunkt, als der Marmor aus Castione insbesondere für den Bau von Altären benutzt wurde. Der bekannteste aus Castione stammende Bildhauer aus dieser Epoche war Cristoforo Benedetti, der unter anderem den Hauptaltar des Innsbrucker Doms geschaffen hat. Andere aus Castione stammende oder dort tätige Bildhauerfamilien waren die Sartori, die Carneri und die Villa.

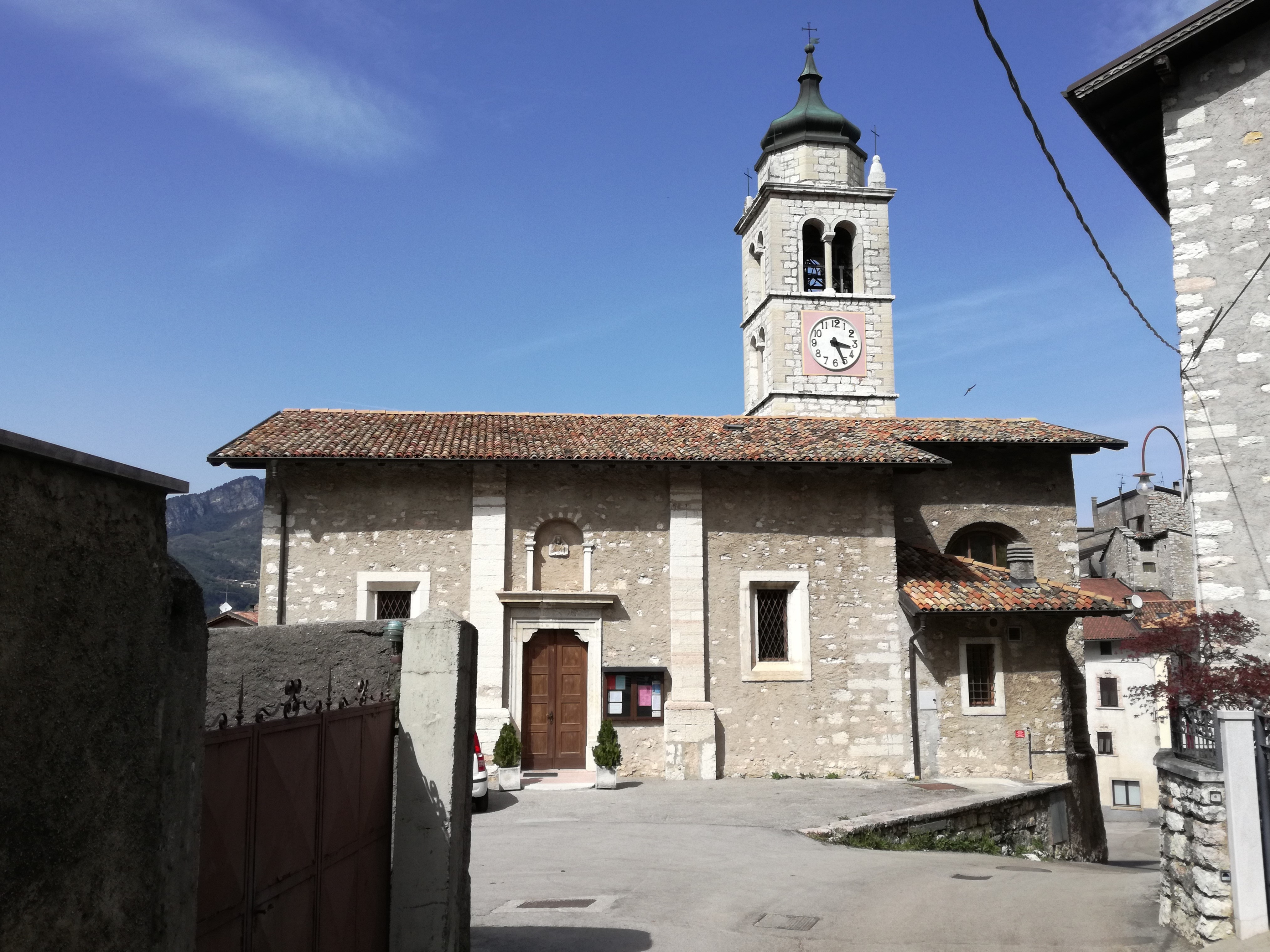
San Clemente

Mit dem Ende des Barock sank die Bedeutung des Marmors aus Castione, auch wenn er als Naturbaustein weiterhin abgebaut wurde und eine wichtige Einkommensquelle für die Bewohner darstellte. 1897 wurde in Castione die erste Konsumgenossenschaft in der Gemeinde Brentonico gegründet, die bis zum Ersten Weltkrieg aktiv war.
Nach Ausbruch des Ersten Weltkrieges wurden die wehrfähigen Männer in die österreichisch-ungarische Armee eingezogen und an der Ostfront eingesetzt. Mit dem italienischen Kriegseintritt im Mai 1915 wurde Castione zunächst zum Niemandsland, da die österreichisch-ungarische Heeresleitung ihre Hauptverteidigungslinie weiter nördlich auf der Castione gegenüberliegenden Talseite eingerichtet hatte und die italienische Armee nur zögerlich vorrückte. Erst im Juli 1915 wurde Castione schließlich von den k.u.k. Behörden evakuiert und die Bewohner nach Eferding in Oberösterreich gebracht, bevor ein Großteil von ihnen im Flüchtlingslager Braunau am Inn Zuflucht fand. Im Herbst 1915 besetzten schließlich italienische Truppen den Ort, der in der Folgezeit zum Ziel der österreichisch-ungarischen Artillerie wurde.
Nach dem Krieg fanden die Einwohner bei ihrer Rückkehr einen halb zerstörten Ort vor, der in den 1920er mühevoll wieder aufgebaut wurde. Ende der 1980er Jahre wurde in Castione die letzte noch in Betrieb befindliche Natursteinwerkstatt geschlossen.

## Sehenswürdigkeiten
- San Clemente, im 16. Jahrhundert erstmals erwähnte Ortskirche mit Werken verschiedener aus Castione stammender Bildhauer, darunter Cristoforo Benedetti, der den Hauptaltar im 18. Jahrhundert geschaffen hat.
- San Rocco, Pestkirche aus dem 17. Jahrhundert zwischen Castione und Monte Giovo am Ortseingang gelegen. Ebenfalls mit Altar aus den örtlichen Bildhauerwerkstätten.

## Persönlichkeiten
- Cristoforo Benedetti (1657–1740), Bildhauer, Steinmetz und Architekt
- Teodoro Benedetti (1697–1783), Bildhauer und Architekt
- Domenico Sartori (1709–1781), Bildhauer und Architekt
- Antonio Giuseppe Sartori (1714–1792), Bildhauer und Architekt